# 30350 Beltecas
30350 Beltecas è un asteroide della fascia principale. Scoperto nel 2000, presenta un'orbita caratterizzata da un semiasse maggiore pari a 2,2669411 UA e da un'eccentricità di 0,1714578, inclinata di 2,86168° rispetto all'eclittica.